# تاراپاکا (آمازوناس)
تاراپاکا (انگلیسی: Tarapacá, Amazonas) نام یک منطقه مسکونی در کلمبیا است.